# Хайдун (міський округ)
Хайду́н (спрощ.: 海东; піньїнь: Hǎidōng) — міський округ у китайській провінції Цінхай. Назва означає «на схід від моря» (йдеться про озеро Кукунор).

## Адміністративний поділ
Міський округ поділяється на 2 райони та 4 автономних повіти:
| Карта                                                          | Карта          | Карта              | Карта            |
| -------------------------------------------------------------- | -------------- | ------------------ | ---------------- |
| Леду Пін'ань Міньхе-Хуей-Ту Хучжу-Ту Хуалун-Хуей Сюньхуа-Салар |                |                    |                  |
| Статус                                                         | Назва          | Оригінал           | Населення (2020) |
| Район                                                          | Леду           | 乐都区             | 240 949          |
| Район                                                          | Пін'ань        | 平安区             | 117 883          |
| Автономний повіт                                               | Міньхе-Хуей-Ту | 民和回族土族自治县 | 326 964          |
| Автономний повіт                                               | Сюньхуа-Салар  | 循化撒拉族自治县   | 134 260          |
| Автономний повіт                                               | Хуалун-Хуей    | 化隆回族自治县     | 200 474          |
| Автономний повіт                                               | Хучжу-Ту       | 互助土族自治县     | 337 941          |